# Jeppe Søe
Jeppe Søe (født 19. februar 1971 i Humlebæk) er en dansk journalist, debattør og politiker, der siden 2022 har været medlem af Folketinget, valgt for Moderaterne i Vestjyllands Storkreds. Han meldte sig ud af partiet 6. september 2024 i kølvandet på en sag om dårligt arbejdsmiljø på partiets sekretariat, hvor Søe gik imod partiledelsen ved at kræve en ekstern undersøgelse.

## Historie
Jeppe Søe er søn af Poul Erik Søe og Charlotte Søe. Han er opvokset på Krogerup Højskole, Uldum Højskole og Lønne Højskole. Han er bror til Astrid og Anneke Søe og halvbror til forfatteren Synnøve Søe. Jeppe Søe har 4 børn.
Han sagde op som studievært i 2000, fordi han mente, at TV var blevet for overfladisk. Han kom nu til virksomheder indenfor medie- og reklamebranchen, hvoraf fire gik konkurs: Userguide Consult ApS i 2003, Blended Media ApS i 2004, Bonsopia Holding ApS i 2005 og den personligt drevne virksomhed Widevision i 2008.
Søe har brugt sin egen historie til i pressen og gennem foredrag  at fortælle iværksættere om en konkursramts op- og nedture og har sammen med en række andre konkursramte, deriblandt Christian Correll, startet foreningen Konkurs Danmark, hvis mål er at forbedre konkurslovgivningen og fungere som en "fagforening" for virksomheder og personer, der er ramt af konkurs. Christian Correll og Jeppe Søe fremsatte i første omgang en række beskyldninger mod advokaterne, som efter foreningens mening  bruger et konkursbo som tag-selv-bord frem for at lade værdierne gå til kreditorerne.
Jeppe Søe holder foredrag om medier og kommunikation. Han holder årligt ca. 250 foredrag[kilde mangler] om medier, kultur og samfund. Han er i bestyrelsen for Efterskolerne i Danmark, næstformand for Halvorsminde Efterskole, i bestyrelsen for Thrane Erhverv og medlem af redaktionspanelet på Højskolebladet. Tidligere mediechef og udviklingschef på Dansk Handelsblad, studievært og redaktør på Radio24syv, TV3, TV 2, TV Danmark, TV 2/Nord og TV/Aalborg.
Jeppe Søe har spillet faderen i sin egen filmatisering af Peters Jul. Han har udgivet en række DVD-film, blandt andet om 2. verdenskrig.
Jeppe Søe blev marts 2021 ansat som kommunikationschef i tidligere Statsminister og formand for Venstre Lars Løkke Rasmussens politiske projekt af samme navn.

## Politik
Jeppe Søe opstillede i 2003 for det Konservative Folkeparti i Aalborg Vestkredsen, hvilket afledte en artikel den 18. februar 2003 i avisen Nordjyske med titlen "Politiker var konservativ og socialdemokrat samtidig". Dette affødte en reaktion fra Jeppe Søe hvor han forklarede at han kun været medlem af Socialdemokratiet for at lave undersøgende journalistik. Jeppe Søe anklagede i et læserbrev i avisen både historien, chefredaktøren på Nordjyske Ulrik Haagerup og den lokale kasserer fra Socialdemokratiet, der valgte at offentliggøre navne på tidligere medlemmer i medlemsdatabasen. Han skrev blandt andet "der er sat spørgsmålstegn ved foreningsfriheden i Danmark ved at dette private "falske" medlemskab af partiet er sluppet ud - endda fra en kasserer i bestyrelsen for den lokale kreds". Søes forklaring blev kommenteret af chefredaktøren for Nordjyske Ulrik Haagerup som den 23. februar 2003 tog afstand fra Søes handlemåde i en kort leder med titlen "Kære Læser: Troværdig journalistik", som afsluttedes med følgende "Det er uheldigt, når mennesker som Jeppe Søe er med til at fastholde både journalister og politikere nederst på befolkningens troværdighedsbarometer". Det konservative kandidatur holdt frem til september 2003 hvor Jeppe Søe blev uenig med partiet og i øvrigt udtrykte den 10. september 2003 til Nordjyske at netop Nordjyske havde været til at ødelægge hans politiske karriere .
Jeppe Søe genoptog senere politik og sad en kort overgang i bestyrelsen for partiet Borgerligt Centrum. Da Simon Emil Ammitzbøll og andre fra Borgerligt Centrums bestyrelse den 16. juni 2009 meldte sig ind i Liberal Alliance, blev Jeppe Søe valgt til partiformand – men trådte helt ud af såvel Borgerligt Centrum som af politik i 2010 - for anden gang.[kilde mangler]
Jeppe Søe blev i marts 2021 kommunikationschef i Lars Løkke Rasmussens nye parti Moderaterne og blev dermed atter politisk aktiv. Han er 2022 kommunikationsrådgiver i Moderaterne og partiets spidskandidat til Folketinget i Vestjyllands Storkreds.
Ved Folketingsvalget 2022 blev han valgt med 2.452 personlige stemmer.
Han blev ved samme lejlighed 2. næstformand i Folketingets Præsidium.
Under valgkampen bragte flere medier historier om, at Søe ejer flere internetdomæner med mere eller mindre ulødig klang, som bl.a. Netfisse.dk
Medierne bragte dog aldrig Søes egen udlægning af, hvad disse sider havde været tiltænkt. I et over 3 timer langt interview i december 2023 i en podcast med Heino Hansen forklarede Søe dog, at de fleste sider oprindeligt var tiltænkt seksualoplysning og oplysning om sikker chat etc. til unge.
I samme interview afstår Søe i øvrigt ejerskabet til nævnte domæne til Heino Hansen.

5. september 2024 annoncerede Søe, at han ville melde sig ud af Moderaterne i B.T.'s podcast "Q & co."
 Han tilsluttede sig efterfølgende det blå valgforbund i Folketinget (Liberal Alliance, Danmarksdemokraterne, Dansk Folkeparti og Det Konservative Folkeparti) for fordeling af udvalgsposter i Tinget, og blev derigennem folketingssekretær samt medlem af Folketingets Digitaliseringsudvalg og Kulturudvalg. Han vil fortsætte som løsgænger og ikke søge medlemskab i et andet parti.